# NHK冲绳放送局
NHK冲绳放送局（日语：／），又译NHK冲绳广播电视台，是日本放送協會位於沖繩縣那霸市，負責主管沖繩縣事務的地方广播电视台（放送局）。其前身为美国占领时期的冲绳放送协会，1972年随着冲绳回归日本而改组为NHK的冲绳县地方分台。

## 频道频率
电视频道
- NHK综合频道（呼号JOAP-DTV）
- NHK教育频道（呼号JOAD-DTV）

广播频率
- NHK第一套广播（呼号JOAP）
- NHK第二套广播（呼号JOAD）
- NHK调频广播（呼号JOAP-FM）

## 外部連結
- NHK沖繩放送局 （页面存档备份，存于）